# إدوارد رافيدي
كان إدوارد رفيدي (6 يناير 1929 - 25 مارس 2008) قاضيًا في محكمة مقاطعة الولايات المتحدة للمنطقة الوسطى في كاليفورنيا.

## الحياة المبكرة والمهنة
وُلِد رفيدي لأبوين مهاجرين فلسطينيين في مدينة أورانج نيوجيرسي. انتقلت عائلته إلى سانتا مونيكا كاليفورنيا عندما كان عمره سبع سنوات. عاش لفترة في الشرق الأوسط قبل أن يعود إلى كاليفورنيا. بعد تخرجه من مدرسة فينيسيا الثانوية عام 1946 سافر رفيدي حول حلبة الكرنفال مع لعبة سباق الخيل الكهربائية المحمولة المسماة ديربي. التحق بكلية مدينة لوس أنجلوس من عام 1946 إلى عام 1947.
خدم في جيش الولايات المتحدة من عام 1950 إلى عام 1952 أثناء الحرب الكورية. ثم التحق بكلية سانتا مونيكا من عام 1954 إلى عام 1955 وإلتحق ايضا بمركز القانون بجامعة جنوب كاليفورنيا حيث تخرج بدرجة البكالوريوس في العلوم في عام 1957 ودكتوراه في القانون في عام 1959. وبعد ذلك عمل في عيادة خاصة في سانتا مونيكا من عام 1959 إلى عام 1969.

## الخدمة القضائية الحكومية
قاموا بتعيين رفيدي قاضيًا في المحكمة البلدية في عام 1969 من قبل حاكم ولاية كاليفورنيا رونالد ريجان. في عام 1971 رقيه الحاكم ريغان إلى المحكمة العليا حيث خدم لمدة إجمالية بلغت 11 عامًا. خلال فترة عمله في المحكمة العليا ترأس رفيدي العديد من القضايا المدنية البارزة بما في ذلك الوصاية المتنازع عليها على جروتشو ماركس ومحاكمة بريت إيكلاند ورود ستيوارت في قضية النفقة وجزء من قضية طلاق بوب ديلان. كما حكم على المتهور إيفل كنيفيل بالسجن بسبب اعتدائه على أحد المسؤولين التنفيذيين في التلفزيون بمضرب بيسبول. كان رفيدي معروفًا أيضًا بإدارة تقويم القضايا واهتمامه بالإدارة الفعالة للمحاكمات. كان لقبه "سبيدي رافيدي" بسبب ميله إلى رفض استمرار المحاكمات.

## الخدمة القضائية الفيدرالية
قاموا بترشيح رفيدي من قبل الرئيس رونالد ريجان في 24 أغسطس 1982 لمقعد في المحكمة الجزئية للولايات المتحدة في المنطقة الوسطى من كاليفورنيا والذي أخلاه القاضي ديفيد دبليو ويليامز. وقد أكد مجلس الشيوخ الأمريكي تعيينه في 22 سبتمبر 1982 وتولى منصبه في 24 سبتمبر 1982. تولى منصبه الرفيع في 6 يناير 1996. انتهت خدمته في 25 مارس 2008 بسبب الوفاة.

## حالة بارزة
كانت القضية الأكثر إثارة للجدل التي نظرها رافيدي في عام 1990 عندما حكم بأن اختطاف الدكتور هومبرتو ألفاريز ماشين كان غير قانوني وأمر بإعادته إلى المكسيك. اتُهم ألفاريز ماشين بمساعدة تجار المخدرات في تعذيب وقتل إنريكي "كيكي" كامارينا عام 1985 وهو عميل في إدارة مكافحة المخدرات. وبما أن إدارة مكافحة المخدرات دفعت أموالاً لمجموعة من المواطنين المكسيكيين لاختطافه في المكسيك ونقله جواً إلى الولايات المتحدة للمثول أمام المحكمة فقد حكم رافيدي بأن عملية الاختطاف كانت انتهاكاً لمعاهدة تسليم المجرمين بين الولايات المتحدة والمكسيك. وقد علق بعد صدور الحكم قائلاً : "يجب أن تكون هناك أدلة أقوى من تلك التي قدمتموها لإدانة رجل بارتكاب جرائم الاختطاف والقتل والتعذيب" كما قال رافيدي للمدعين العامين "هذا لا يرقى إلى المستوى المطلوب لإحالة هذه القضية إلى هيئة المحلفين". وقد صدم الحكم وزارة العدل وأثار غضب وكلاء الحكومة. لكن المحكمة العليا للولايات المتحدة ألغت قراره في وقت لاحق حيث أكدت أن معاهدة تسليم المجرمين لا تحظر الاختطاف. وجاء ذلك نتيجة لحكم ينص على أن حكومة الولايات المتحدة لديها الحق في اختطاف وملاحقة أي مجرم مزعوم بغض النظر عن المعاهدة. وبعد ذلك مباشرة طالب عدد كبير من البلدان التي عقدت معاهدات مع الولايات المتحدة بتعديل معاهداتها وإضافة لغة مناهضة للاختطاف.

## الموت
توفي رفيدي بسبب السرطان في ماليبو كاليفورنيا في 25 مارس 2008 عن عمر يناهز 79 عامًا. قاموا بدفنه في مقبرة الصليب المقدس كولفر سيتي كاليفورنيا.